# Nahuel Pájaro
Nahuel Pájaro (Mar del Plata, 9 de mayo de 1997) es un futbolista argentino. Juega de volante en club deportivo Independencia (Adolfo Gonzales Chaves).

## Carrera

### Inferiores
A pesar de haber nacido en Mar del Plata, Pájaro realizó una prueba en Newell's Old Boys de Rosario a los 12 años, pero los padres decidieron no llevar a su hijo por la distancia entre ambas ciudades. Por eso, al regresar, comenzó a jugar en las inferiores de Aldosivi, equipo de su ciudad.

### Aldosivi
En 2016 fue subido a Primera por Fernando Quiroz, entrenador del Tiburón en ese momento. Debutó ese mismo año, el 3 de abril, ingresando a los 46 minutos del segundo tiempo por Santiago Rosales, partido que finalizó 1-1 frente a Newell's Old Boys. Fue titular por primera vez el 8 de mayo, en la derrota por 2-0 contra Lanús, pero fue reemplazado a los 26 minutos del segundo tiempo.

### San Telmo
Al no tener mucha continuidad, en febrero de 2018 fue cedido a San Telmo, equipo de la Primera B. Pero en sus cuatro meses con el Candombero solo jugó 16 minutos frente a Tristán Suárez, por lo que al regresar a Aldosivi, Pájaro quedó libre.

### Círculo Deportivo de Comandante Nicanor Otamendi
Tras un año de inactividad, Pájaro se convirtió en refuerzo de Círculo Deportivo de Comandante Nicanor Otamendi, del Torneo Federal A. Debutó el 1 de septiembre, ingresando a los 41 minutos del segundo tiempo por Francisco Leonardo en el empate a 0 frente a Olimpo. Hasta el momento, disputó 16 partidos con el Papero.

## Clubes
| Escudo | Club                                            | País      | Año         |
| ------ | ----------------------------------------------- | --------- | ----------- |
|        | Aldosivi                                        | Argentina | 2016 - 2017 |
|        | San Telmo                                       | Argentina | 2018        |
|        | Círculo Deportivo (Comandante Nicanor Otamendi) | Argentina | 2019 - 2022 |
|        | Boxing Club (Río Gallegos)                      | Argentina | 2022        |

## Estadísticas

### Clubes
- Actualizado hasta el 26 de enero de 2020.

| Aldosivi Argentina |                     |                     |    |   |   |   |   |    |    |      |      |
| 1.ª | 2016                | 4                   | 0  | 0 | 0 | - | - | 4  | 0  | 0,00 |      |
| 1.ª | 2016-17             | 0                   | 0  | 0 | 0 | - | - | 0  | 0  | 0,00 |      |
| 2.ª | 2017-18             | 0                   | 0  | 0 | 0 | - | - | 0  | 0  | 0,00 |      |
| Total club | Total club          | Total club          | 4  | 0 | 0 | 0 | - | -  | 4  | 0    | 0,00 |
| San Telmo Argentina |                     |                     |    |   |   |   |   |    |    |      |      |
| 3.ª | 2017-18             | 1                   | 0  | - | - | - | - | 1  | 0  | 0,00 |      |
| Total club | Total club          | Total club          | 1  | 0 | - | - | - | -  | 1  | 0    | 0,00 |
| Círculo Deportivo (CNO) Argentina |                     |                     |    |   |   |   |   |    |    |      |      |
| 3.ª | 2019-20             | 14                  | 0  | 2 | 0 | - | - | 16 | 0  | 0,00 |      |
| Total club | Total club          | Total club          | 14 | 0 | 2 | 0 | - | -  | 16 | 0    | 0,00 |
| Total en su carrera | Total en su carrera | Total en su carrera | 19 | 0 | 2 | 0 | - | -  | 21 | 0    | 0,00 |
| (1) Las copas nacionales se refiere a la Copa Argentina. (2) Las copas internacionales se refiere a la Copa Libertadores y a la Copa Sudamericana. (3) Media de goles por encuentro. No incluye goles en partidos amistosos. |                     |                     |    |   |   |   |   |    |    |      |      |